# Countee Cullen
Countee Cullen (n. 30 mai 1903, Kentucky, SUA – d. 9 ianuarie 1946, New York City, New York, SUA) a fost un poet și prozator romantic american. Lirica sa, influențată de poezia lui John Keats, evocă scene din viața populației de culoare.
A crescut în New York, fiind neoficial adoptat la vârsta de 15 ani de către preotul F.A. Cullen.

## Opera

### Poezie
- 1925: Culoare ("Color");
- 1925: Moștenirea ("Heritage");
- 1927: Soarele de aramă ("Copper Sun");
- 1930: Christul negru ("The Black Christ");
- 1935: Medeea și alte poeme ("The Medea and Some Other Poems").

### Roman
- 1932: Un drum spre cer ("One ay to Heaven");
- 1942: Viețile mele și cum le-am pierdut ("My Lives and How I Lost Them").